# Třída Arrogant
Třída Arrogant byla třída chráněných křižníků druhé třídy britského královského námořnictva. Celkem byly postaveny čtyři jednotky této třídy. Ve službě byly od roku 1898. Účastnily se první světové války. Byla to druhá třída britských křižníků vybavená vodotrubními kotly.

## Stavba
Křižníky této třídy neměly primárně chránit obchodní trasy, ale spíše operovat s loďstvem; jejich úkolem bylo poškozená plavidla dorážet příďovým klounem, oproti obvyklému řešení zesíleným. Zároveň byla zlepšena obratnost plavidla a jeho můstek byl silně pancéřován. Celkem byly v letech 1895–1900 postaveny čtyři jednotky této třídy.
Jednotky třídy Arrogant:
| Jméno      | Loděnice            | Založení kýlu   | Spuštěna          | Vstup do služby  | Poznámka |
| ---------- | ------------------- | --------------- | ----------------- | ---------------- | --- |
| Arrogant   | Devonport Dockyard  | 1895            | 26. května 1896   | 1898             | Od roku 1911 depotní loď. Prodán do šrotu 1923. |
| Furious    | Devonport Dockyard  | 10. června 1895 | 3. prosince 1896  | 1. červenec 1898 | Od roku 1906 depotní loď (později hulk), roku 1915 přejmenován na Forte. Prodán do šrotu 1923.                                                                             |
| Gladiator  | Portsmouth Dockyard | leden 1896      | 18. prosince 1896 | duben 1899       | Dne 25. dubna 1908 se potopil po srážce s pasažérskou lodí SS Saint Paul. Vyzvednut a sešrotován.                                                                          |
| Vindictive | Chatham Dockyard    | 27. ledna 1896  | 9. prosince 1897  | 4. července 1900 | V dubnu 1918 nasazen při nájezdu Zeebrugge. Poškozený křižník následně 10. května 1918 potopen jako blokádní loď při nájezdu na Ostende. Roku 1920 vyzvednut a sešrotován. |

## Konstrukce

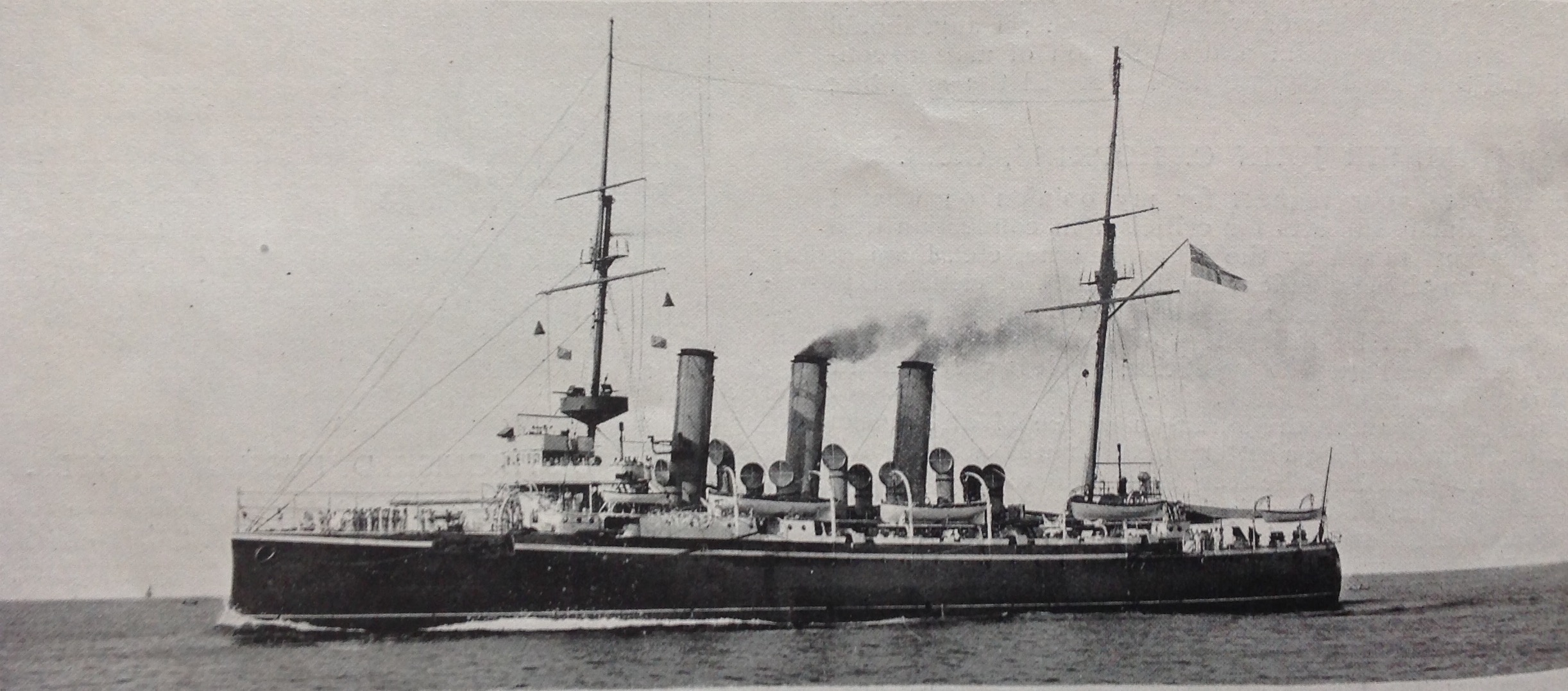
HMS Vindictive

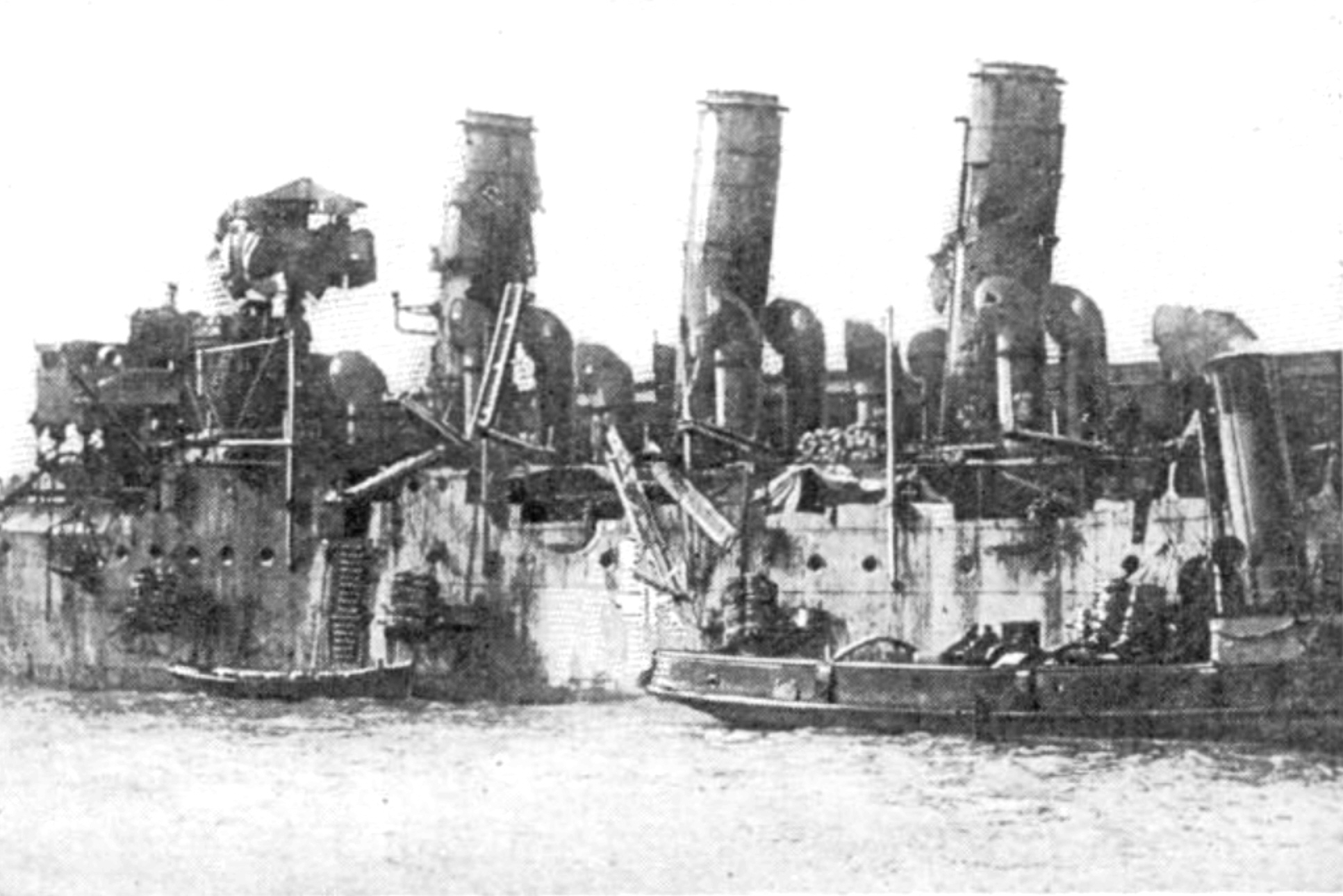
Vindictive po nájezdu na Zeebrugge

Křižníky nesly čtyři 152mm kanóny, které doplňovalo šest 102mm kanónů, osm 76mm kanónů, tři 47mm kanóny a tři 450mm torpédomety. Pohonný systém tvořilo 18 kotlů Belleville a dva tříválcové parní stroje s trojnásobnou expanzí o výkonu 10 000 ihp, pohánějící dva lodní šrouby. Nejvyšší rychlost dosahovala 19 uzlů. Dosah byl 9000 námořních mil při rychlosti 10 uzlů.

### Modernizace
V letech 1903–1904 byla sjednocena hlavní výzbroj, kdy 152mm a 120mm kanóny nahradilo deset 152mm kanónů.